# Лейкоцитарна формула
Лейкоцита́рна фо́рмула — це відсоткове співвідношення різних видів лейкоцитів (підраховується в зафарбованих мазках крові).
Дослідження лейкоцитарної формули має велике значення в діагностиці більшості гематологічних, інфекційних захворювань, а також для оцінки тяжкості стану та ефективності терапії.
Зміна лейкоцитарної формули буває при цілому ряді захворювань, проте вони є неспецифічними.
```
     А×1/4000×20
Х=————————————
        1
 
600 
```

де Х — кількість лейкоцитів у 1 мкл крові,

а — кількість еритроцитів у 80 малих квадратах сітки, 

1/4000 — об'єм одного малого квадрата у мм3, 

20 — ступінь розведення крові, 

1600 — кількість малих квадратів (100 великих), у яких рахували еритроцити.
Нормальна кількість лейкоцитів у крові 6,2 — 8,2 тисячі у мкл.
Вікова характеристика лейкоцитарної формули (%) (А. Л. Маркосян, 1974, В. І. Бобрииька. 2004)
| Вік. років  | Всього                 | Нейтрофіли     | Нейтрофіли      | Лімфоцити | Моно цити | Еозинофіли | Базофі ли |
| Вік. років  | лейкоцитів (10) в 1 нм | паличко ядерні | сегменто ядерні | Лімфоцити | Моно цити | Еозинофіли | Базофі ли |
| 1-2         | ч.о                    | 3.5            | 32.5            | 51        | 10.0      | 1.5        | 0.5       |
| 4-5         | 10.2                   | 4.0            | 41.0            | 44        | 9.0       | 1.0        | 0.5       |
| 6-7         | 9.8                    | 3.5            | 42.5            | 42        | 9.5       | 1.0        | 0.5       |
| 7-8         | 8.2                    | 3.5            | 45.7            | 39.5      | 8.5       | 2.0        | 0.5       |
| 9-10        | 8.1                    | 2.5            | 48.5            | 36.5      | 9.5       | 2.5        | 0.5       |
| 11-12       | 8.2                    | 2.5            | 49.0            | 34        | 9.5       | 2.5        | 0.5       |
| 13-14       | 7.6                    | 2.5            | 58.0            | 28        | 9.0       | 2.0        | 0.5       |
| 15-16       | 7.5                    | 2.5            | 58.0            | 27        | 9.0       | 2.0        | 0.5       |
| 17 і більше | 7.0-7.3                | 1.5            | 69-73           | 22-26     | 3-6       | 1.5-2.0    | 0.5-1.0   |